# Maison Sévigné

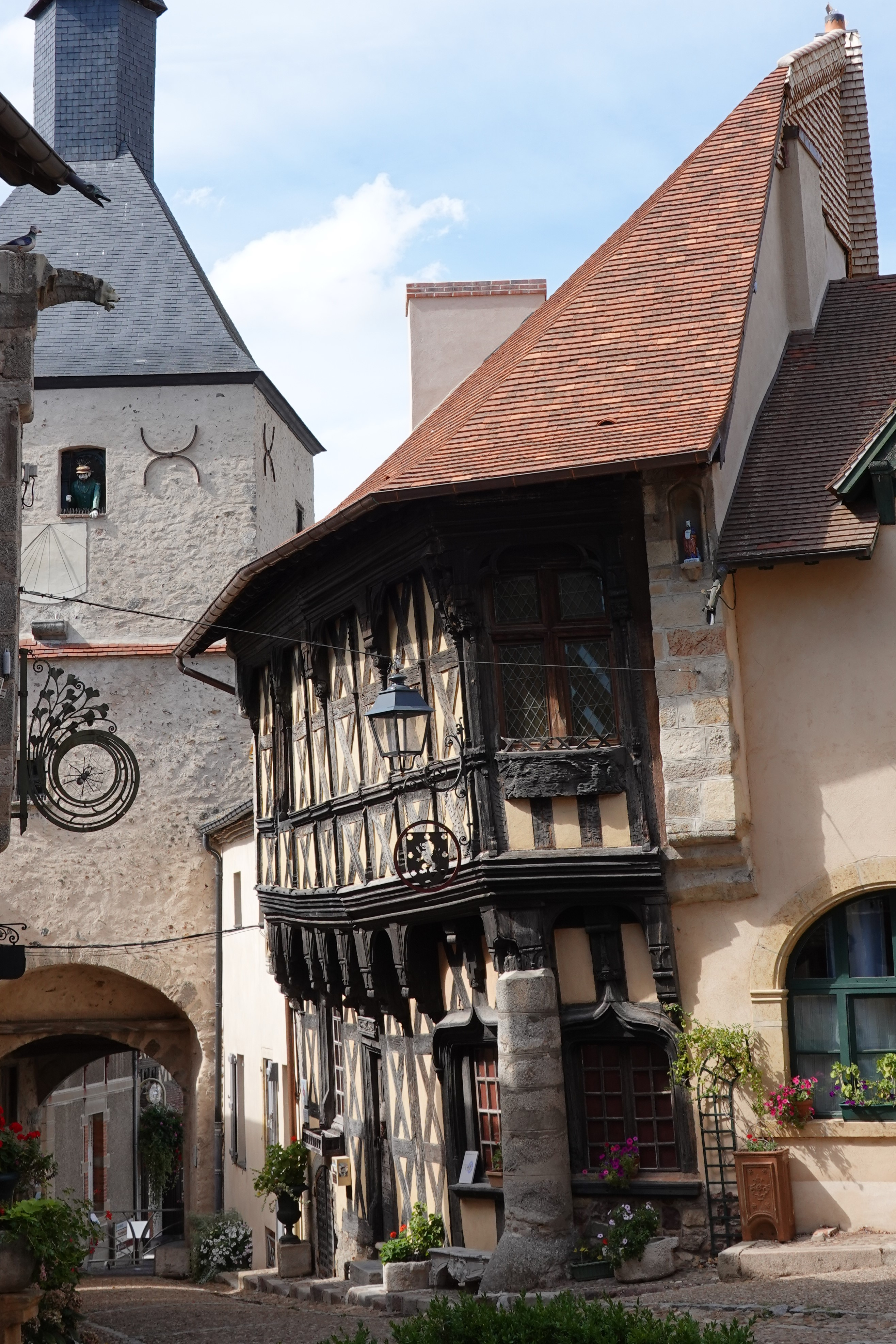
Maison Sévigné 2021

La maison Sévigné est une maison située à Bourbon-Lancy, dans le département de Saône-et-Loire, en Bourgogne du Sud, France.

## Présentation

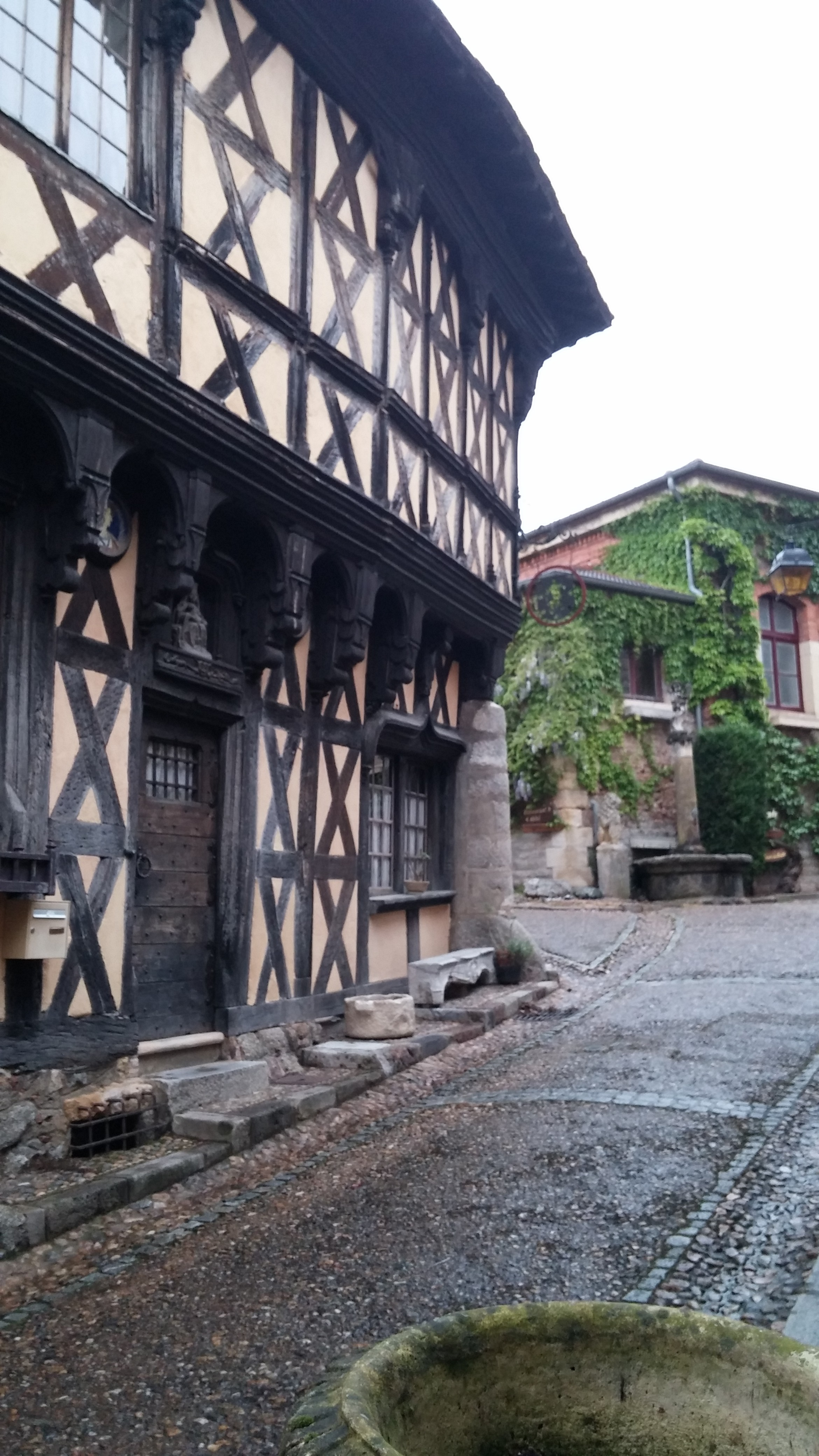
3 rue de l'Horloge, 71140 Bourbon-Lancy.

Grâce à une expertise par dendrochronologie en juillet 2018, nous savons que cette maison a été construite entre 1468 et 1470 donc au XVe siècle. Elle fait l’objet d’un classement au titre des monuments historiques par arrêté ministériel le 20 avril 1921.    
Cette maison avait à l'origine 2 étages, en 1852, un incendie a détruit le deuxième étage de la maison  qui fut réparé, avec un seul étage impliquant une modification de la structure de charpente. Vers 1800 nous la retrouvons comme auberge et au moment de son classement, début du XXe siècle, un "hôtel" qui accueillait des journaliers et des indigents. On l’a surnommé l'hôtel du Poux-Volant. Au regard de sa façade très ouvragée, des cheminées présentes dans toutes les pièces (jusqu’à son incendie ) et de ses hauts plafonds, de son échoppe à l'angle de la rue, elle était très certainement une maison d'hôtes de prestiges mise à disposition par un Noble, pour les grands de ce monde qui sillonnaient les routes . (d'après Gil FRAISSE architecte du Patrimoine) (source Archives des Monuments Historiques à Paris et Archives départementales à Mâcon). Il faut rappeler que Bourbon-Lancy était sur une voie qui reliait aux chemins de Compostelle, d’ailleurs l'on retrouve des saint Jacques sur les armoiries de la ville et un pèlerin érodé par le temps est sculpté sur la façade de la Maison dite Sévigné. Les Thermes également réputés ont accueilli des grands personnages. 
Tout ceci conjugué fait qu'il peut être crédible que la marquise de Sévigné y a séjourné lors d'un de ses nombreux déplacement mais nous n'avons aucune archive le confirmant. Alors pourquoi cette maison porte t-elle son nom ? Une légende ? Un coup de marketing du Touring-Club qui avait demandé son classement ? 
Cette maison conserve encore beaucoup de mystère que nous espérons petit à petit élucider.Comme pourquoi des anges sur sa façade ? Un agneau ou la toison d'or ? Quelles sont ses feuilles que l'on retrouve habituellement sur les chapiteaux des églises ?
Merci à La Demeure Historique, l'entreprise Dendrotech et à la Fondation pour les Monuments Historiques qui sont venus en soutien de l'architecte Gil Fraisse et du Service des Monuments Historiques pour nous permettre d'en savoir plus.
La Maison Sévigné a bénéficié d'une campagne de restauration de 2019 à 2021 qui a permis de la  consolider et mettre hors d'eau, afin de lui permettre de pérenniser encore plus dans le temps ceci grâce au soutien financier de nombreux donateurs, des associations DH, VMF de Saône-et-Loire, Fondation pour les MH, et la Mission Patrimoine Stéphane BERN (FDJ/Ministère de la Culture / Fondation du Patrimoine) et bien sûr le Service de Conservation des MH de Bourgogne Franche-Comté et de nombreux donateurs.